# Clara Alvarado
Pour les articles homonymes, voir Alvarado.
Clara Alvarado est une actrice espagnole, née le 2 juillet 1990 à Navalmoral de la Mata (Estrémadure).
Elle est notamment connue du grand public pour la série La casa de papel, dans laquelle elle joue un rôle secondaire, celui d'Ariadna, une otage qui tente de s'en sortir en devenant la maîtresse du personnage de Berlin (incarné par Pedro Alonso).
Elle joue également l'un des rôles principaux de la deuxième saison de la série Yo quisiera (es).
En Espagne, elle a d'abord été révélée sur scène en 2015 avec sa participation à la comédie musicale Hércules de Ricard Reguant (es).

## Filmographie
- 2017 : La casa de papel (série télévisée), 12 épisodes : Ariadna Cascales, une otage
- 2017 : La llamada de Javier Ambrossi et Javier Calvo : la fille du camping
- 2017 : Acacias 38 (es) (série télévisée), 10 épisodes : Mariana
- 2018 : Yo quisiera (es) (série télévisée), saison 2 : Raquel